# ایزدان شب

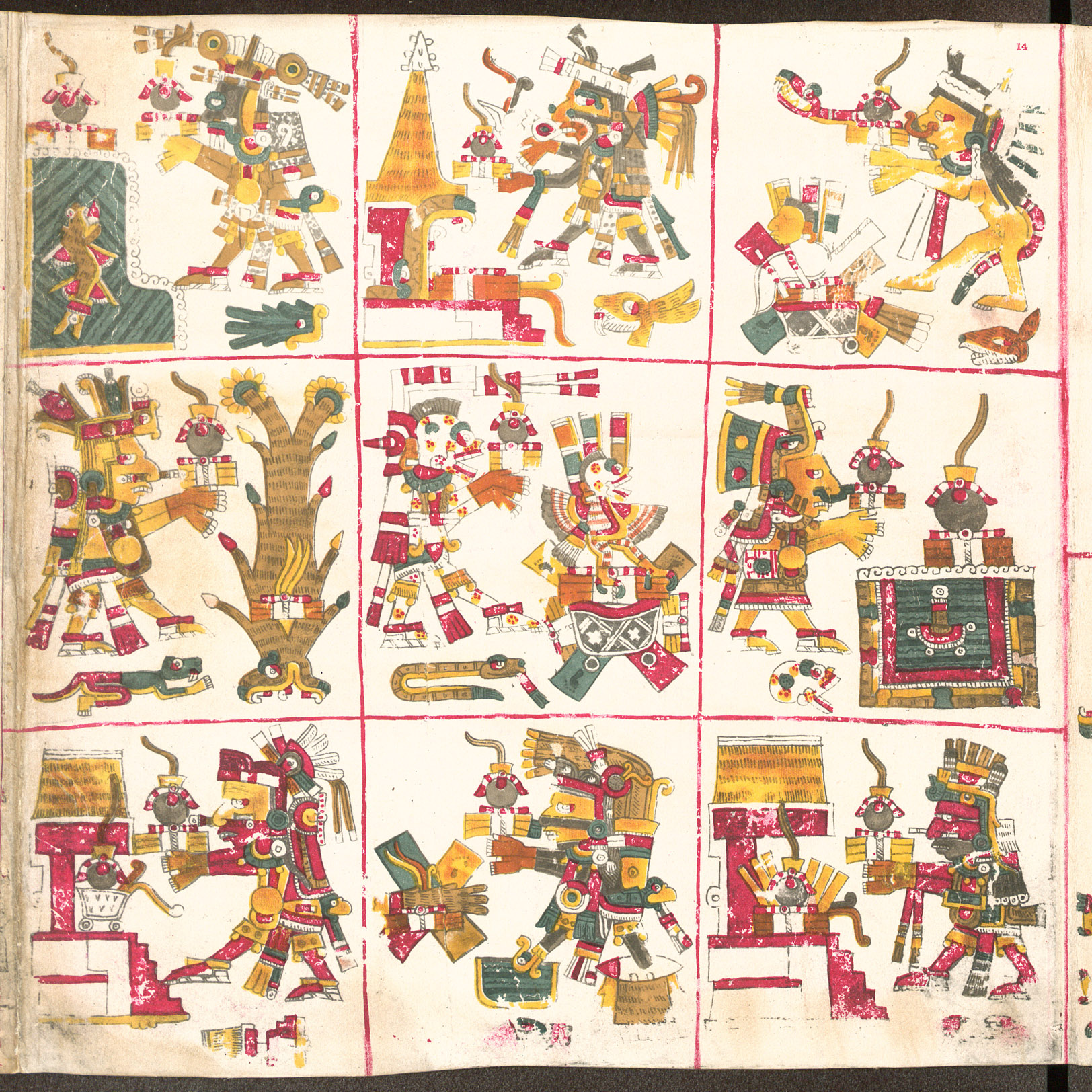
صفحه ۱۴ از کدکس بورگیا

ایزدان شب (ناهواتل کلاسیک: Yoalteuctin) یا اربابان شب در اساطیر آمریکای میانه عبارت است از مجموعه‌ای از ۹ ایزد که هر کدام از آنها بر ۹ شبانگاه از فرایند چرخهٔ تقویم حکمرانی می‌کرد. هر ایزد، حامل بخت و اقبالی متعادل میان خیر و شر بود. یک ایزد شب، می‌توانست تفأل خوب یا بد را برای یک شبانگاهی که بر آن حکمرانی می‌کرد رقم بزند